# Бета-лактамные антибиотики

1 — пенициллины,
2 — цефалоспорины.
β-лактамное кольцо выделено красным

Бета-лактамные антибиотики (β-лактамные антибиотики, β-лактамы) — группа антибиотиков, которую объединяет наличие в структуре β-лактамного кольца.
К бета-лактамам относятся подгруппы пенициллинов, цефалоспоринов, карбапенемов и монобактамов. Сходство химической структуры предопределяет одинаковый механизм действия всех β-лактамов (нарушение синтеза клеточной стенки бактерий), а также перекрёстную аллергию к ним у некоторых пациентов.
Пенициллины, цефалоспорины и монобактамы чувствительны к гидролизующему действию особых ферментов — β-лактамаз, вырабатываемых рядом бактерий. Карбапенемы характеризуются значительно более высокой устойчивостью к β-лактамазам.
С учётом высокой клинической эффективности и низкой токсичности β-лактамные антибиотики составляют основу антимикробной химиотерапии на современном этапе, занимая ведущее место при лечении большинства инфекций.
В рамках синтеза новых β-лактамных антибиотиков распространено применение азидоацетилхлорида с получением азетидинонов.